# Горка (Юдинське сільське поселення)
Го́рка (рос. Горка) — присілок у складі Великоустюзького району Вологодської області, Росія. Входить до складу Юдинського сільського поселення.

## Населення
Населення — 8 осіб (2010; 7 у 2002).
Національний склад (станом на 2002 рік):
- росіяни — 100 %